# Sonata per organo

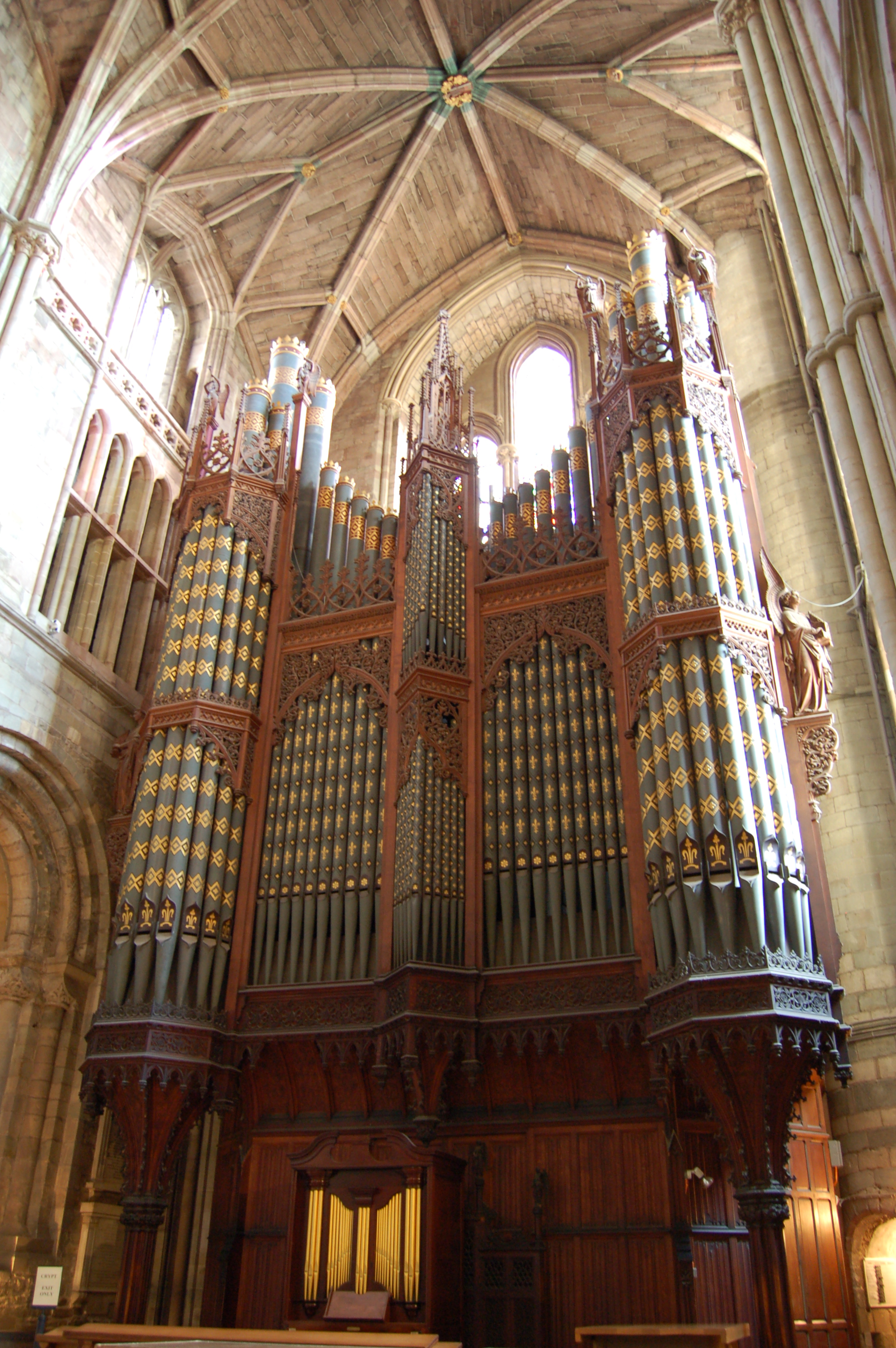
L'organo della Cattedrale di Worcester per il quale è stata scritta la Sonata

La Sonata per organo in sol maggiore, Op. 28 è la prima sonata di Edward Elgar composta per questo strumento e fu eseguita per la prima volta l'8 luglio 1895. Esistono anche arrangiamenti per orchestra completa realizzati dopo la morte di Elgar. Il lavoro è dedicato all'amico e collega musicista di Elgar Charles Swinnerton Heap (1847-1900).

## Struttura
La genesi del lavoro fu una richiesta a Elgar di scrivere un voluntary per organo per una convention di organisti americani nella città inglese di Worcester nel 1895. Elgar invece decise di fare una sonata a quattro movimenti della durata di quasi mezz'ora.
I quattro movimenti sono:
I.  Allegro maestoso
II.  Allegretto
III.  Andante espressivo
IV.  Presto (comodo)

## Analisi musicale
Il tema iniziale ricorda l'inizio di The Black Knight di Elgar, una cantata completata due anni prima e che ottenne l'approvazione quando Elgar iniziò a lavorare alla sonata per organo. I movimenti esterni seguono la classica forma sonata; i movimenti interni sono in tre parti nel formato A-B-A. Michael Kennedy osserva che per suonare con successo il finale, l'organista deve essere un atleta mentalmente e fisicamente.
Elgar scrisse, "lavoro di una settimana", nell'iscrizione dello spartito, ma che dà solo la misura dell'impulso costruttivo finale. Aveva lavorato al lavoro ancora e ancora per quasi tre mesi. Il biografo Jerrold Moore osserva che Elgar dipendeva, per completare un'opera, dallo stimolo di una scadenza imminente. Questa fu la prima volta, ma non l'ultima, che Elgar lo terminò così vicino che non ci fu tempo sufficiente per le prove. Fu eseguito per la prima volta dall'organista della Cattedrale di Worcester, Hugh Blair, l'8 luglio 1895.

## Orchestrazione
Negli anni '40, il decennio successivo alla morte di Elgar, gli editori decisero che sarebbe stata commissionata un'orchestrazione della sonata e, dopo aver consultato la figlia del compositore e il direttore d'orchestra Sir Adrian Boult, affidarono l'incarico a Gordon Jacob. La sonata orchestrata fu eseguita nel 1946 (dalla BBC Symphony Orchestra e Boult). Fu trascurata per decenni in seguito, rivisitata solo nel 1988 in una registrazione della Royal Liverpool Philharmonic Orchestra diretta da Vernon Handley, realizzata alla Liverpool Philharmonic Hall nel 1988 per la EMI. Le note a quella registrazione affermano che "a causa della partitura simpatetica di Jacob la versione può essere descritta come la Sinfonia n. 0 di Elgar", sebbene ciò possa essere considerata un'affermazione ottimistica, perché per quasi venti anni dopo che la registrazione fu fatta rimase la sola in il catalogo, a confronto con quattro registrazioni dell'elaborazione di Anthony Payne degli schizzi di Elgar per la Sinfonia n. 3. Nel 2007 una seconda registrazione della sonata orchestrata fu pubblicata dalla Chandos Records, con la BBC National Orchestra of Wales diretta da Richard Hickox.
Esiste un'altra orchestrazione della sonata, realizzata nel 1976 da John Morrison, completata senza essere a conoscenza del lavoro di Gordon Jacob. È stato rivista nel 2015 e senza aver mai ascoltato la versione di Jacob.

## Incisioni
La Sonata per organo nella sua forma originale è stata registrata, tra l'altro, dai seguenti organisti:
- Jennifer Bate
- Christopher Bowers-Broadbent
- Carlo Curley
- Harold Darke
- Gareth Green
- Christopher Herrick
- Donald Hunt[notes 1]
- Nicholas Kynaston
- James Lancelot

- Thomas Murray
- Simon Preston
- Wolfgang Rübsam
- Arturo Sacchetti
- John Scott
- Herbert Sumsion
- Robert Quinney
- Thomas Trotter

## 2ª Sonata per Organo
Una seconda sonata per organo fu arrangiata da Ivor Atkins da The Severn Suite di Elgar, scritta come pezzo di prova per un concorso per ottoni del 1930.

### Osservazioni
1. ↑  Sull'organo della Cattedrale di Worcester, per il quale è stata originariamente scritta